# バビショウ
バビショウ（馬尾松、学名：Pinus massoniana ）は、マツ科マツ属の常緑針葉樹である。複維管束亜属（いわゆる二葉松）に分類される。和名はタイワンアカマツ（台湾赤松）。

## 特徴
中国の南部を中心に広く分布する松で、針状の葉が15〜20cmと長くなり、ウマの尾を連想させるために、中国ではこの名が付いている。和名は中国語の漢字を音読みしたもの。アカマツと同じ二葉松であり、日本が台湾を統治した際によく目にしたため、タイワンアカマツ（台湾赤松）とも呼ばれる。
中国の河南省から江西省、貴州省、海南省までの範囲の低山に広く分布する。特に福建省、広東省、広西チワン族自治区、湖南省の山地に密集している。台湾にも分布し、ベトナム北部から中部にかけても分布する。
樹高は25〜45m程度。樹皮は灰褐色で、厚い。

## 利用
中国では、松脂を採取する木として重要であり、植林も計画的に行われている。植林後、約15年経つと、幹が松脂の採取が可能な直径に育つ。
松脂を採取した後の木材は、枕木などの用途に用いられるほか、粉砕して、製紙用のパルプに利用されることが多い。
葉は、紅茶の一種のラプサンスーチョンの香り付けにも用いられる。